# Musca leucocephala
Musca leucocephala är en tvåvingeart som först beskrevs av Charles Joseph de Villers 1789.  Musca leucocephala ingår i släktet Musca och familjen köttflugor.
Artens utbredningsområde är Frankrike. Inga underarter finns listade i Catalogue of Life.